# 서울종암경찰서
서울종암경찰서(서울鍾岩警察署, Seoul Jongam Police Station)는 서울특별시경찰청이 관할하는 경찰서 중 하나이다. 서울특별시 성북구 동부를 관할한다. (성북구 서부는 서울성북경찰서 관할) 구체적인 관할구역은 상월곡동, 석관동, 장위동, 길음제2동, 종암동 (종암로 13 제외)이다. 서울특별시 성북구 종암로 137(종암동)에 위치하고 있다.

## 연혁
- 1979년 10월 15일: 대통령령 제9645호에 의거 성북 및 북부경찰서를 분할
- 1979년 12월 29일: 종암경찰서 개서

## 조직
| - 112종합상황실 - 청문감사관 - 경무과 | - 생활안전과 - 여성청소년과 - 수사과 | - 형사과 - 경비교통과 - 정보보안과 |

## 관할 지구대 및 파출소
서울종암경찰서는 2개 지구대와 2개 파출소를 산하에 두고 있다.
| 명칭       | 사진 | 주소                     | 관할구역                        | 치안센터                    |
| ---------- | ---- | ------------------------ | ------------------------------- | --------------------------- |
| 석관파출소 |      | 화랑로32가길 20 (석관동) | 석관동                          | 석관1치안센터               |
| 장위지구대 |      | 화랑로19길 85 (장위동)   | 장위동                          | 장위1치안센터 장위3치안센터 |
| 월곡지구대 |      | 종암로32길 5 (하월곡동)  | 상월곡동, 하월곡동, 길음동 일부 | 월곡2치안센터 길음2치안센터 |
| 종암파출소 |      | 종암로23길 52 (종암동)   | 종암동 일부                     | 종암2치안센터               |

## 같이 보기
- 서울특별시지방경찰청
- 서울성북경찰서